# Yang Shaobin
Yang Shaobin (chinesisch 杨少斌, Pinyin Yáng Shǎobīn; * 1963 in Tangshan, Provinz Hebei) ist ein chinesischer Künstler.

## Leben
Yang absolvierte 1983 ein Studium an der Polytechnischen Universität Hebei. Er zog im Alter von 29 Jahren in den als „Artisten-Dorf“ geltenden, in der Nähe von Peking gelegenen Ort Yuanmingyuan (nahe dem Alten Sommerpalast) und galt fortan als einer der Vorreiter des „Zynischen Realismus“. Er wird, spätestens seitdem er im Jahre 1999 sein Land bei der ersten vom legendären Kurator Harald Szeemann geleiteten Biennale von Venedig mit einer Reihe von in roter Farbe gehaltenen Porträts vertrat, auch in Europa zur Spitzengruppe der asiatischen Maler der Gegenwart gezählt. Sein Werk zeichnet sich durch eine sehr breite Stilpalette aus. So nähert er sich z. B. in seinen nach 2001 entstandenen Bildern der traditionellen chinesischen Tuschmalerei an und überraschte im Jahre 2006 mit einer Bilderserie, die das Leben und die Arbeit chinesischer Bergleute thematisiert.